# Aéroport de Parme
L’aéroport de Parme (en italien, Aeroporto di Parma (code IATA : PMF • code OACI : LIMP), aussi connu sous le nom d'aéroport Giuseppe-Verdi est un aéroport italien desservant la ville de Parme. L'aéroport, géré par la Società Gestione Aeroporto Parma S.p.A, a été inauguré le 5 mai 1991.

## Situation

### Carte des aéroports en Italie
| \| 100 km1:7 506 000 \| Abruzzes Alghero Ancône Bari Bergame Bologne Bolzano Brescia Brindisi Cagliari Catane Comiso Grosseto Coni Elbe Florence Foggia Gênes Lamezia Terme Lampedusa Milan L. Milan M. Naples Olbia Palerme Pantelleria Parme Pérouse Pise Reggio de Calabre Rimini Rome C. Rome F. Salerne Trapani Trévise Trieste Turin Venise Vérone |
| 100 km1:7 506 000 |

## Statistiques
Pour des raisons techniques, il est temporairement impossible d'afficher le graphique qui aurait dû être présenté ici.

Voir la requête brute et les sources sur Wikidata.

## Compagnies aériennes et destinations
| Compagnies | Destinations                                          |
| ---------- | ----------------------------------------------------- |
| AlbaStar   | Trapani-V. Florio (Birgi)                             |
| FlyOne     | Chișinău                                              |
| Ryanair    | Cagliari En saison: Malte, Palerme Falcone-Borsellino |

Actualisé le 05/01/2023